# Tour della nazionale maschile di rugby a 15 dell'Australia 2006
Nel 2006 l'Australia si presenta in Europa per prepararsi per il mondiale dell'anno dopo. Sarà un tour ricco di esperimenti, sia per la presenza di nuovi giocatori, sia per l'insistenza di provare giocatori in ruoli inusuali.

## Galles
Il primo match è contro la selezione degli  Ospreys: è la prima volta che una selezione regionale gallese, affronta una squadra nazionale in tour: il successo arride proprio ai gallesi, contro una squadra più che sperimentale
| Swansea 1º novembre 2006 | Ospreys | 24 – 16 | Australia A | Liberty stadium |

Il primo test ufficiale col Galles vede gli Australiani di John Connelly, schierati con molti giocatori in posizioni inusuali (come Matt Giteau mediano di mischia). nel primo tempo la partita è condotta dai Wallabies, prima della rimonta gallese per un pareggio finale che premia le due squadre.
| Cardiff 4 novembre 2006 | Galles | 29 – 29 | Australia | Millennium Stadium |

## Italia
Il match successivo vede i Wallabies ospiti dell'Italia. C'è grande attesa per gli azzurri che sfiorano il miracolo. Gli Australiani continuano a fare esperimenti (Stephen Larkham centro, Mat Rogers apertura e ancora Gituau mediano di mischia) ma hanno sufficiente talento per rispondere all'Italia, incapace di realizzare mete ed illuminata dal piede di Ramiro Pez.
| Roma 11 novembre 2006 | Italia | 18 – 25 | Australia | Stadio Flaminio |

## Irlanda
| Limerick 15 novembre 2006 | Irlanda A | 17 – 24 | Australia A | Thormond park |

Dopo un match infrasettimanale con l'Irlanda "A", è tempo per il test più impegnativo ed atteso, quello con l'Irlanda di Eddie O'Sullivan e sarà una pesante sconfitta senza appello. Gli Irlandesi dominano il match, non lasciano una meta ai Wallabies e ne realizzano due in 15 minuti con Geordan Murphy e Denis Hickie capace di "rompere" tre placcaggi.
| Dublino 19 novembre 2006 | Irlanda | 21 – 6 | Australia | Lansdowne Road |

## Scozia
Il tour si chiude in terra scozzese. I Wallabies, ritrovano la vittoria a Murrayfield (inviolato nel 2006) e respingono al mittente le speranze Scozzesi di una vittoria dopo 24 anni.
| Perth 21 novembre 2006 | Scozia A | 20 – 44 | Australia A | Mc Diarmid Park |

| Edimburgo 25 novembre 2006 | Scozia | 15 – 42 | Australia | Murrayfield |